# Tuchthuisstraat
De Tuchthuisstraat is een straat in de Noord-Hollandse stad Haarlem. De straat is gelegen binnen het stadsdeel Haarlem-Centrum, in de wijk Oude Stad en in de buurt de Vijfhoek. De straat loopt in noord-zuidelijke richting en verbindt de Breestraat met de Botermarkt. In het verlengde van de straat ligt de Gasthuisstraat.

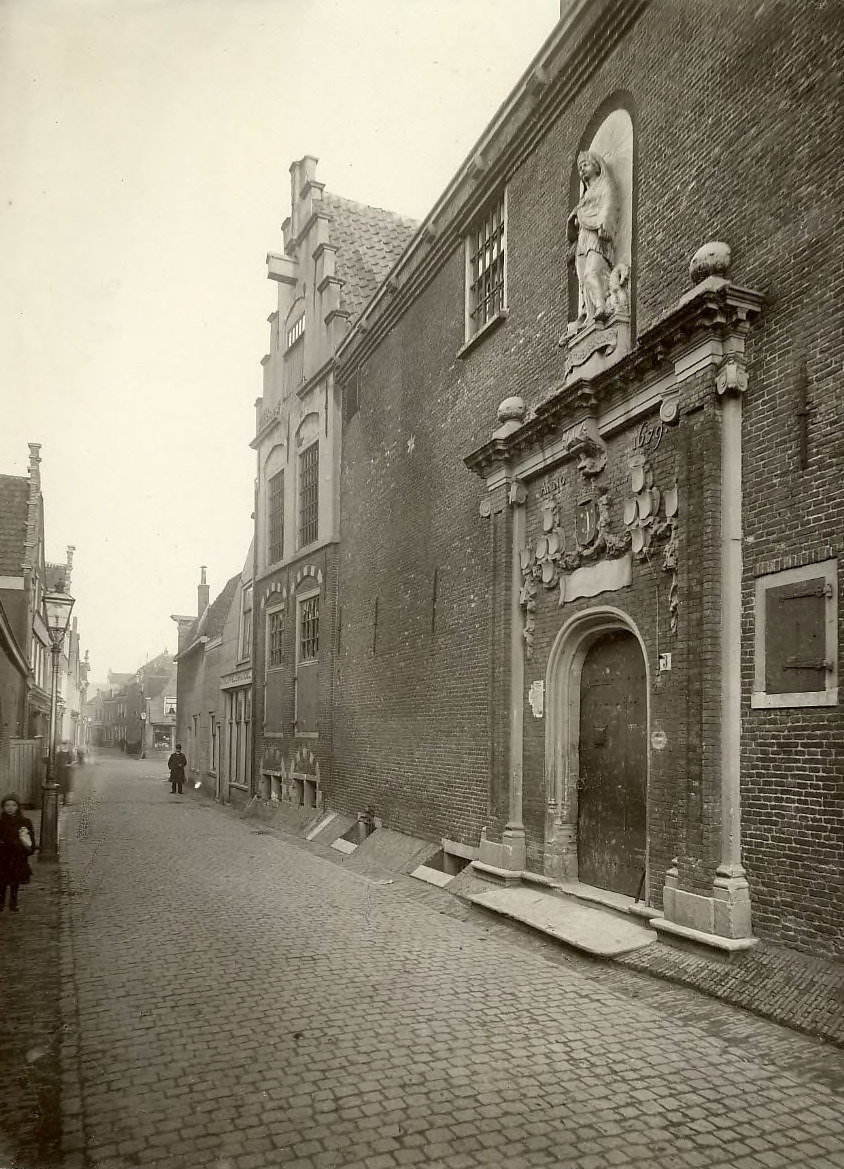
De Tuchthuisstraat ziende naar het noorden, met rechts het in 1907 afgebroken tuchthuis.

De straat is vernoemd naar het tuchthuis, een soort huis van bewaring dat hier van omstreeks 1610 tot 1907 heeft gestaan. In dat jaar werd het afgebroken. De toegangspoort is bewaard gebleven en is overgebracht naar het Frans Halsmuseum aan het Groot Heiligland.
Aan de Tuchthuisstraat bevindt zich nog het 15e-eeuwse Brouwershofje dat een rijksmonument betreft.